# Parafia Bożego Ciała w Dawidgródku
Parafia Bożego Ciała w Dawidgródku – rzymskokatolicka parafia znajdująca się w diecezji pińskiej, w dekanacie pińskim, na Białorusi.

## Historia
Pierwszy kościół katolicki w Dawidgródku wzniesiono w 1624 z fundacji księcia Jana Albrechta Radziwiłła. Był on wielokrotnie przebudowany i odnawiany. Po pożarze z 1890 postanowiono wznieść murowaną świątynię ukończoną w 1909. Obecny kościół powstał w 1936.
Po II wojnie światowej Dawidgródek znalazł się w granicach Związku Sowieckiego. Władze komunistyczne znacjonalizowały kościół, który w kolejnych latach służył jako dom kultury. W 2017 został on zwrócony w złym stanie, a następnie wyremontowany. 21 października 2017 biskup piński Antoni Dziemianko konsekrował kościół.

## Bibliografia

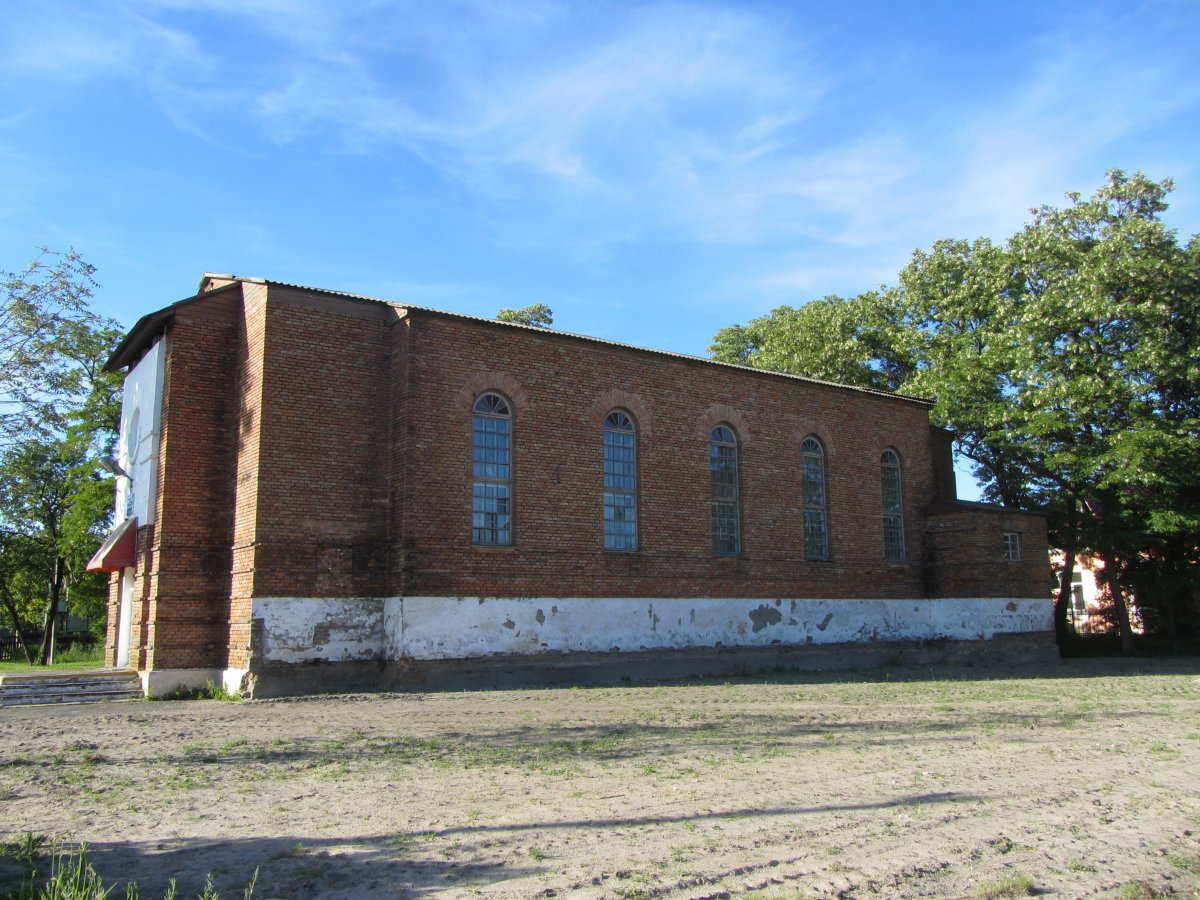
Kościół w roku zwrócenia wiernym (2017)